# Nyikolaj Iljics Beljajev
Nyikolaj Iljics Beljajev (oroszul: Никола́й Ильи́ч Беля́ев; Kutyerem, Ufai kormányzóság, 1903. február 1.; a régi naptár szerint január 19.— Moszkva, 1966. október 28.) szovjet politikus. 1955 és 1958 között az SZKP KB titkára, 1957 és 1960 között pedig Kazah Kommunista Párt első titkára és az SZKP KB Elnökségének tagja volt.

## Élete
Paraszti családban született Kutyerem faluban, az Ufai kormányzóság Birszki járásában (ma Baskíria Kaltaszi járásához tartozik). 1919-ben végezte el az alapfokú iskolát a közeli Kalegino faluban. Ugyanabban az évben belépett a Komszomolba, ő szervezte meg az egyik első alapszervezetet Baskíriában, ezután 1922-ig különböző komszomol- és szakszervezeti tisztségeket töltött be az autonóm köztársaságban. 1921-ben lett az SZKP tagja.
1925-ben elvégezte Moszkvában a Plehanovról elnevezett népgazdasági főiskolát, ezután különböző vezető posztokon aktív szerepet játszott az erőszakos kollektivizálásban Nyugat-Szibériában.
1939-től a Novoszibirszki területi pártbizottság élelmiszeriparral foglalkozó titkára volt, közben 1939-40-ben a fogyasztási szövetkezetek területi szövetségének első elnökhelyettese, majd elnöke. 1941 és 1943 között a Novoszibirszki területi tanács végrehajtó bizottságának első elnökhelyettese volt.
1943-tól az Altaji határterület tanácsának VB-elnöke és a határterületi pártbizottság első titkára lett. Vezetése alatt állították helyre és fejlesztették a régió gazdaságát a II. világháború végén és az azt követő években, és ekkor kezdték meg a parlag és szűzföldek művelésbe vonását. Az Altaji határterület gazdasága ebben az időszakban nagy változáson ment át: meghatározóan mezőgazdasági jellegű térségből jelentős ipari vidékké vált, Barnaul, Bijszk és Rubcovszk városok fontos ipari központokká váltak.
Beljajev 1946-tól 1962-ig tagja volt a Szovjetunió Legfelsőbb Tanácsának.
1950 és 1961 között tagja volt az SZKP Központi Bizottságának. 1955. július 12. és 1958. november 12. között a KB titkára volt, 1957 június 29. és 1960. május 4. között tagja a KB Elnökségének, emellett 1956-57-ben a KB Oroszországi Föderációval foglalkozó irodájának (bizottságának) elnökhelyettese is volt.
Beljajev 1957-ben a Kazah Kommunista Párt (az SZKP kazahsztáni szervezete) Központi Bizottságának első titkára lett, azonban az 1959 augusztusában Temirtauban egy Komszomol-építőtáborban kitört, 11 halálos áldozatot követelő zavargás, pontosabban az annak kezelésében elkövetett hibák miatt 1960 januárjában felmentették e posztról, és áthelyezték a Sztavropoli határterület pártbizottságának élére, ami lefokozást jelentett, majd néhány hónap múlva nyugdíjazták.
1966. október 28-án hunyt el Moszkvában, a Novogyevicsi temetőben temették el.

## Fordítás
- Ez a szócikk részben vagy egészben  a(z)   Беляев, Николай Ильич című orosz Wikipédia-szócikk ezen változatának fordításán alapul.  Az eredeti cikk szerkesztőit annak laptörténete sorolja fel. Ez a jelzés csupán a megfogalmazás eredetét és a szerzői jogokat jelzi, nem szolgál a cikkben szereplő információk forrásmegjelöléseként.

## Külső hivatkozások
- Politikai tisztségei a knowbysigth portálon